# Steineiche
Die Steineiche (Quercus ilex) ist eine Pflanzenart aus der Familie der Buchengewächse (Fagaceae). Die botanische Schreibweise Stein-Eiche betont die Zugehörigkeit zur Gattung der Eichen (Quercus). Innerhalb der Gattung gehört die Art der Sektion der Zerreichen (Cerris) an, zu der neben der namengebenden Zerreiche auch die Korkeiche gehört.

## Beschreibung

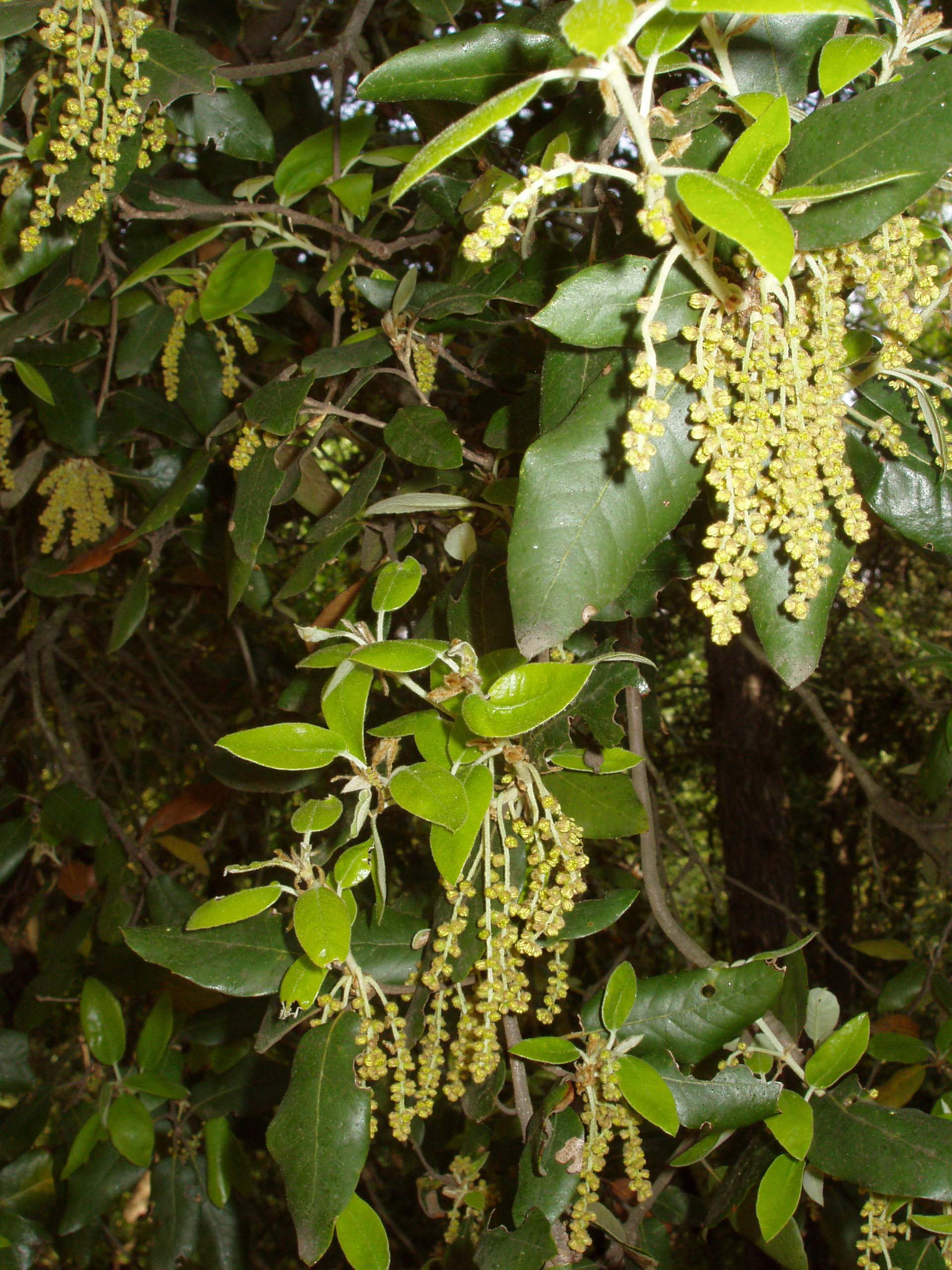
Männliche, kätzchenförmige Blütenstände (Quercus ilex subsp. ilex)

Die Steineiche erreicht als immergrüner Baum mit kurzem Stamm oder als Strauch (daher auch Grün-Eiche) Wuchshöhen zwischen 5 und 20 Metern, manchmal auch bis über 28 Metern bei einem Stammdurchmesser von bis über 1,4 Metern, selten bis über 2 Metern. Sie kann ein Alter von 200 bis 500 Jahren erreichen. Die Krone ist breit gewölbt und oft mehrstämmig. Die graue bis braun-graue Borke kann lange Zeit glatt bleiben, ist im Alter klein gefeldert und in kleine Platten flach zerrissen oder feinfurchig.
Die wechselständigen, ledrigen, sehr veränderlichen und kurz gestielten Laubblätter sind beim Austrieb, der meist erst im Juni erfolgt, silberweiß, dann blassgelb und später dunkelgrün. Die steifen Blätter sind auf der Oberseite glänzend dunkelgrün, verkahlend und auf der Unterseite dicht graufilzig mit mehr als 5 hervortretenden Seitennervenpaaren. Die kleinen Blätter sind etwa 3 bis 6 cm lang. Die Form der Blätter ist eiförmig bis verkehrt-eiförmig oder fast rundlich, manchmal länglich bis lanzettlich. Die meist spitzen bis seltener stumpfen Blätter sind sehr variabel in Form und Zähnung und können ganzrandig bis mehr oder weniger stachelig gezähnt bis gesägt sein. Der Blattgrund ist abgerundet oder keilförmig. Vor allem die jungen und die unteren Blätter sind stachelig und stachelspitzig. Die oberen und älteren viel weniger. Der wollig behaarte Blattstiel weist eine Länge von 1 bis 2 cm auf.
Die Blütezeit reicht von April bis Mai. Die Steineiche ist einhäusig gemischtgeschlechtig (monözisch).
Die hellgrünen Eicheln (Nussfrucht) sind knapp 2 cm lang. Jede Frucht ist bis zur knappen Hälfte vom braunfilzigen Fruchtbecher (Cupula) umschlossen, mit dreieckigen, anliegenden Schuppen. Die Eicheln werden durch Tiere wie etwa Eichhörnchen oder Eichelhäher verbreitet. Die Früchte reifen alle zwei Jahre.
Die Chromosomenzahl beträgt 2n = 24.

## Bilder

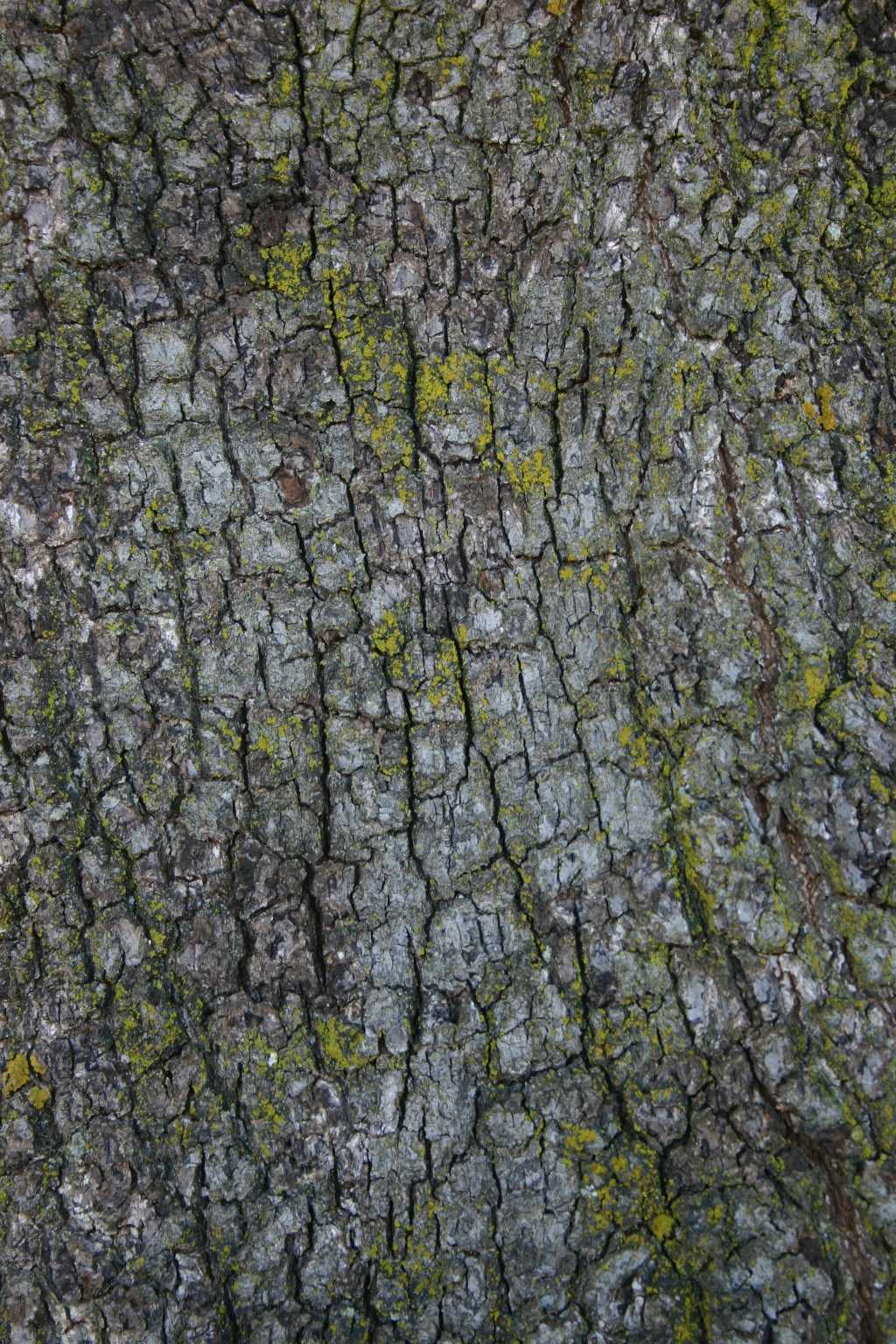
Borke einer Steineiche (Quercus ilex subsp. rotundifolia).
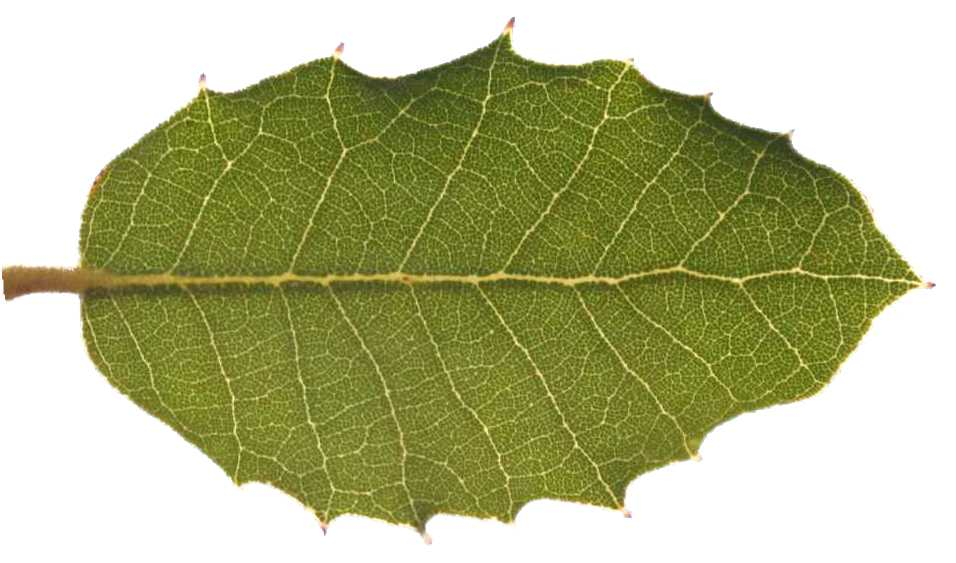
Blatt einer Steineiche (Quercus ilex subsp. rotundifolia).
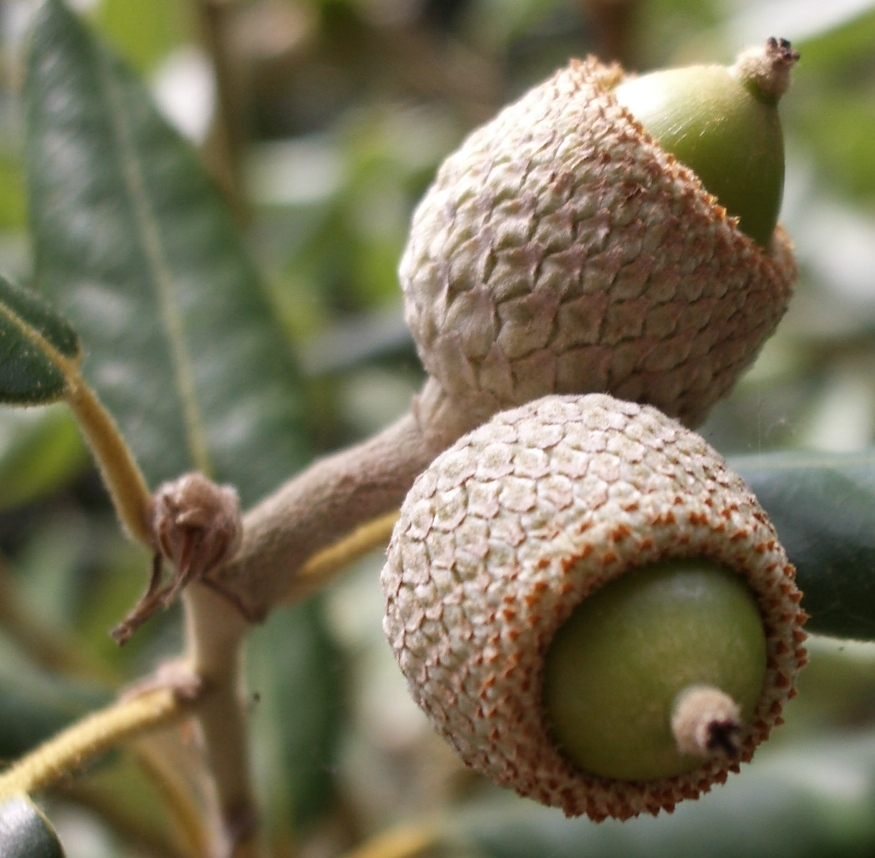
Eichel von der Cupula umgeben (Quercus ilex subsp. ilex).
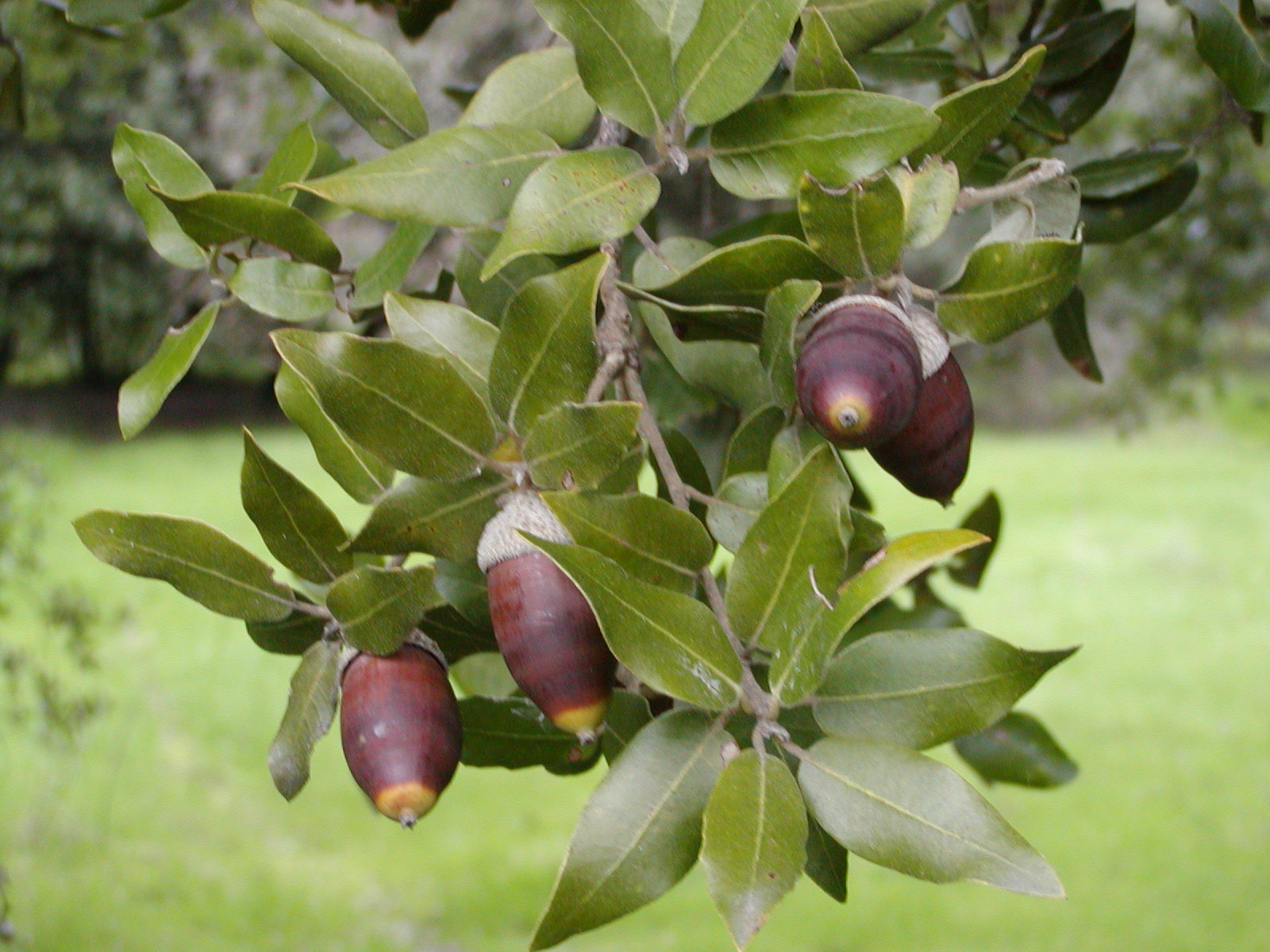
Blätter und reife Eichel (Quercus ilex subsp. ilex).
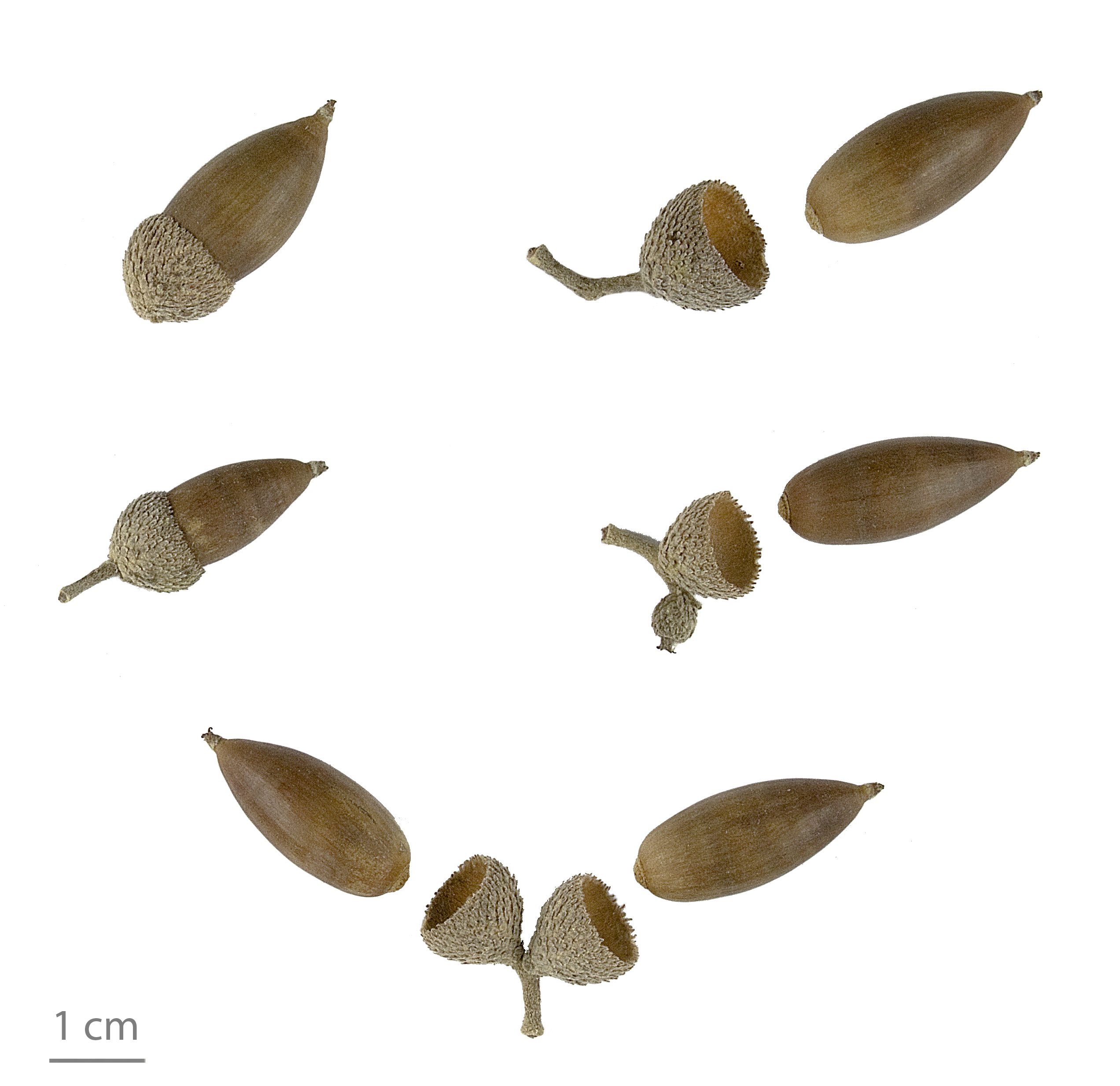
Eicheln

## Verbreitung

Verbreitung der Steineiche:
Quercus ilex subsp. ilex
Quercus ilex subsp. rotundifolia
eingeführt und ausgebreitet

Die Steineiche ist ein Charakterbaum der mediterranen Klimazone. Sie ist von Portugal bis zur Türkei (Ägäis- und Schwarzmeerküste) und von Marokko bis Tunesien verbreitet. Stellenweise dringt sie auch in Gebiete mit submediterranem Klima vor, z. B. an der französischen Atlantikküste oder im Gardaseegebiet. Auf den Britischen Inseln mit Ausnahme von Nordschottland ist sie winterhart, wird dort häufig in Gärten und Parks gepflanzt und tritt auch verwildert auf. In Deutschland ist sie nur in den allermildesten Lagen (etwa im Rheingraben, im Bodenseeraum oder im Weser-Ems-Gebiet) einigermaßen winterhart und wird selten angepflanzt.
Insbesondere durch die spanische Kolonisation hat sich die Steineiche auch in Gebiete verbreitet, die fernab ihrer Ursprungsregion liegen, vor allem in Lateinamerika. So wurde sie in der ersten Hälfte des 16. Jahrhunderts von den Spaniern über Peru, wo sie heute nicht mehr wächst, besonders zur Schweinezucht in den Südkegel Südamerikas eingeführt. Einige Jahrzehnte später gelangte sie ebenfalls durch die Spanier auch nach Kalifornien, wo sie ebenfalls bis heute wächst. Bis heute gehört die Steineiche in weiten Teilen Chiles zum Naturinventar und ist besonders in den klimatisch der Mittelmeerregion vergleichbaren Gegenden Zentralchiles sehr häufig. Neben der Holzproduktion wird sie in Chile auch als Straßenbaum genutzt. Auch in Argentinien sind teils jahrhundertealte Vorkommen anzutreffen, während der Baum in Uruguay erst seit dem 19. Jahrhundert zusammen mit der Stieleiche und der Korkeiche eingeführt wurde und wie Letztere vor allem in Weinbaugebieten wächst.
Als ursprünglich weitverbreitete Typform der mediterranen Hartlaubvegetation („sklerophyll“, d. h. Gewächse mit kleinen, steifen, langlebigen bis immergrünen Blättern in den winterfeuchten Subtropen) wird die Steineiche in weiten Teilen ihres ursprünglichen Verbreitungsgebiets inzwischen durch die kleinere und wärmeliebendere, vor allem ostmediterrane Kermeseiche (Quercus coccifera), auch Stecheiche genannt, und andere Pflanzen der Macchienvegetation ersetzt.

## Name und Systematik
Das lateinische, aus einer vorindogermanischen Mittelmeersprache entlehnte Epitheton ilex bezeichnet neben der Quercus-Art Steineiche auch die von den Tropen bis in gemäßigte Regionen verbreitete Gattung der Stechpalmen, deren von Persien bis Mitteleuropa beheimatete Nennart, die Gewöhnliche Stechpalme (Ilex aquifolium), zuweilen auch Stecheiche genannt wird.
Es gibt zwei Unterarten der Steineiche:
- Quercus ilex L. subsp. ilex (Synonyme: Quercus gramuntia L., Quercus ilex var. gramuntia (L.) Loudon)

Die Blätter haben 7 bis 14 Paar Seitennerven und sind meistens lanzettlich oder eiförmig bis verkehrt-eiförmig. Junge Blätter sind meist ganzrandig oder fein gesägt, selten dornzähnig. Die Blattstiele sind bis 10 Millimeter lang. Die Chromosomenzahl beträgt 2n = 24. Die Unterart ist weit verbreitet, kommt auf der Iberischen Halbinsel aber nur entlang der Mittelmeerküste sowie im Norden vor. Sie fehlt ganz in Marokko.
- Quercus ilex subsp. rotundifolia (Lam.) O.Schwarz ex Tab.Morais (Syn.: Quercus ballota Desf., Quercus ilex subsp. ballota (Desf.) Samp., Quercus rotundifolia Lam.)

Die Blätter haben 5 bis 8 Paar Seitennerven und sind meistens rundlich bis elliptisch oder eiförmig bis verkehrt-eiförmig. Junge Blätter sind meist stachelzähnig. Die Blattstiele sind bis 6 (ausnahmsweise bis 8) Millimeter lang. Die Chromosomenzahl beträgt 2n = 24. Diese Unterart ersetzt die Typus-Unterart auf einem Großteil der Iberischen Halbinsel (mit Ausnahme des Nordens und der Mittelmeerküste) sowie in Marokko. Sie kommt neben der Typus-Unterart auch in Südfrankreich, auf den Balearen, in Algerien und Tunesien vor. (Von R. Govaerts wird diese Unterart als eigenständige Art angesehen: Quercus rotundifolia Lam.)

## Nutzung
Die Samen können roh oder gegart gegessen werden; sie können süß oder bitter sein. Aus den Samen kann ein Kaffee-Ersatz oder Öl gewonnen werden.
Die Gallen, die durch Larven verschiedener Insektenarten an Quercus ilex erzeugt werden, können medizinisch verwendet werden. Aus der Borke wird Tannin gewonnen.
Aus dem harten Holz werden beispielsweise Möbel hergestellt. Es ist ein gutes Feuerholz, auch im noch nicht getrockneten Zustand.
Eine wichtige Rolle spielt die Baumart auch bei der traditionellen Schweinemast auf der Pyrenäenhalbinsel. Hierzu wird die Steineiche in Hainen (in Spanien dehesas genannt) angebaut, die in der Mastzeit (Reifezeit der Eicheln) von den Tieren beweidet werden. Neben der Schweinerasse (Iberisches Schwein) ist diese Form der Fütterung maßgeblich für Geschmack, Farbe und Konsistenz des Fleisches (Iberischer Schinken) verantwortlich.